# Glappet
Glappet är en svensk TV-serie som ursprungligen visades i SVT under perioden 1 september–6 oktober 1997. Manus av Christina Herrström och regi av Peter Schildt. Huvudrollerna spelas av Julia Dufvenius och Katharina Cohen.

## Handling

### Avsnitt 1
Josefin och Ella är i övre tonåren och bästa vänner. I lekstugan på gården skriver de tillsammans ett manifest. De ska bli mer självständiga och våga ta för sig mer.
På flickrumsväggarna hänger en plansch på idolen CUE. Josefin kan bli trött på sina småsyskon och tar varje tillfälle att komma bort. Ella, som bor med sin ensamma och pratglada mor, för konversationer med sig själv framför spegeln, inför en föreställd intervjuare och låtsaspublik, och hoppas att Josefin ska ringa. Båda väntar otåligt på att livet ska börja. De lever i glappet mellan de unga kvinnor de är och de unga kvinnor som de vill vara.
Josefin arbetar vid disken på ett varuhus. Där blir hon uppvaktad av den gifta advokaten Carl Juxom och faller för honom direkt. Hon uppskattar hans ålder till ungefär trettioåtta år. Ella blir äcklad när hon får höra om Josefin och Carl. "Det är en gubbe", utbrister hon.

### Avsnitt 2
Josefin uppvaktas av Carl och han tar med henne till sitt kontor. Ella går på fest som klasskamraten Martina har anordnat för att träffa den attraktiva Odin. På festen försöker Anette underhålla gästerna genom att berätta roliga historier, hon har ett helt litet lager. När det inte uppskattas blir hon ursinnig men ber sen om ursäkt. En berusad Odin kommer sent till festen med sina kompisar. När festen avtar hittar Ella en medvetslös Odin i en säng. Hon utnyttjar honom sexuellt och lämnar festen. Senare utnyttjas Odin även av Anette, som därefter inbillar sig att Odin älskar henne. När Odin vaknar naken förstår han vad som har hänt, men vet inte vem som har förgripit sig på honom.
I lekstugan berättar Ella och Josefin för varandra vad som har hänt. Ella säger "Det är det bästa jag har gjort i hela mitt liv!" När hon berättar att Odin nästan sov säger Josefin att "Så brukar det inte gå till." I skolan är Anette exalterad och säger "Jag tror att nåt stort är på gång, och jag tror att jag kommer vara delaktig i det."

### Avsnitt 3
Anette berättar för Ella att hon är kär, men det uppstår ett missförstånd och Ella tror att Anette talar om Finn.
När Odin berättar för skolsköterskan att han har blivit våldtagen av en tjej skrattar hon åt honom och säger "Kvinnor kan inte våldta. Kära lilla du, du vet mycket väl att det hela inte vore möjligt om du inte själv hade velat."
Josefin övertalar Ella att följa med på en dubbeldejt tillsammans med Carls kollega Karl Knäbäck.

### Avsnitt 4
Josefin och Ella följer med Carl och Karl till männens kontor. I taxin på väg hem från dejten föreställer sig Ella berätta för sin låtsaspublik att Karl hade gift sig ung och att hans fru var en "kallhamrad vithaj" och stannade med Karl "bara för att kunna flyga första klass till Maldiverna", och att hans barn var känslomässigt störda.
Anette är hemma sjuk i influensan. Ella tar hem skolböcker till henne och Finn skickar med sin Schackbok. Anette talar upprymt om killen hon är kär i. Ella ger henne Finns bok.

### Avsnitt 5
Josefin söker upp Carl på hans kontor under dagtid, men han klandrar henne och säger "Vår tid är natten. Mörkret. Under stjärnorna. Inte offentligheten. Inte i dagsljus."
Josefin och Ella har bjudits in till Carl och Karls kontor där de har förberett en show. Ella delar säng med Karl.
Missförståndet mellan Ella och Anette klaras upp, men när Anette förklarar att hon är kär i Odin och Ella säger att det inte är honom hon har menat när de har pratat blir Anette ursinnig och säger att Ella har lurat henne. I samband med att Anette bedyrar sina känslor för Odin förstår han att Anette förgrep sig på honom. När han inte besvarar hennes känslor slutar hon komma till skolan.
Ella undrar vart förhållandet med Karl är på väg. Josefin berättar att de ska få en present nästa gång.

### Avsnitt 6
Under en middag får Ella och Josefin erotiska underkläder av Carl och Karl. De blir inte glada men Carl och Karl skojar och smickar dem och stämningen lättar igen. Carl och Karl frågar, med stor tvekan, om de kan tänka sig att "byta" för kvällen; "Alltså, Karl tar Josefin så tar jag dig istället, Ella." Ella skriker, drar undan bordsduken och skäller ut männen innan hon tar med sig Josefin ut från restaurangen. På bussen hem är Ella upprymd efter sitt tilltag medan Josefin är förkrossad.
Ella förebrår Odin för Anettes skolfrånvaro. Odin uttrycker ingen sympati för sin förövare, men Ella säger att Odin ville; "Vad jag råkar veta om killars fysiologi så hade det faktiskt inte funkat om inte du hade velat."; att Odin får skylla sig själv eftersom han "jämt ska gå omkring och vara sådär läcker." Odin säger att Anette gjorde det för sin egoistiska lystnads skull. Ella säger "Förlåt, det var dumt. Jag tänkte inte på det. Jag tänkte inte så långt. Jag trodde du ville.", men utan att Odin förstår varför hon säger det. Hans invändning mot otillbörligt utnyttjande hummar hon åt innan hon går.
Ella besöker Josefin, som är nedstämd och fåordig. Nästa dag framkommer det att Josefin har genomgått omfattande och smärtsam plastikkirurgi som hon har betalat själv. Hon reciterar manifestet, vilket hon verkar ha tolkat annorlunda än Ella. På vägen hem möter Ella Anette som har återfått hoppet.

## Om serien
Manuset tog några år att slutföra och frågeställningarna i serien hämtade Herrström från sin egen ungdom, men hon har avfärdat att rollpersonen Ella är självbaserad.
Lisen Ydring (tidigare Arnell), känd för rollen som Ebba i Ebba och Didrik, sökte utan framgång en av huvudrollerna i Glappet.

### Musik
Anders Melander, som komponerat all musik till Herrström/Schildts gemensamma verk, skrev låten "Burnin'" för att det stod inskrivet i manus att tjejerna skulle lyssna på en låt som uttryckte deras längtan efter kärlek, efter en kille. Niklas Hjulström anlitades för att spela in sång. Den fiktiva artisten i Glappet hette "CUE" och en statist, Santiago Cambón, fotograferades till en affisch på den långhåriga CUE i huvudkaraktärernas sovrum. Cambón framträdde även som CUE i den musikvideo som spelades in för att marknadsföra serien under sommaren.
Efter TV-seriens lansering, och den oväntade framgången med låten, startade Anders Melander och Niklas Hjulström ett band som de också kallade Cue. Låten släpptes på skiva och fick senare en Grammis vid Grammisgalan 1998 för årets bästa låt. Den blev en av de mest sålda svenska singlarna under 1990-talet.

## Rollista (ej komplett)
| Julia Dufvenius               | – Ella                  |
| Katharina Cohen               | – Josefin               |
| Göran Ragnerstam              | – Carl Juxom            |
| Dag Malmberg                  | – Karl Knäbeck          |
| Johan Ahlstedt                | – Odin                  |
| Marie Karlsson                | – Martina               |
| Sanna Hultman                 | – Anette                |
| Eva Fritjofson                | – Ellas mamma           |
| Carina Boberg                 | – Josefines mamma       |
| Gösta Zachrisson              | – Josefines pappa       |
| Klara Estberg                 | – Camilla               |
| Sara Adrian                   | – Sofi                  |
| Maria Kask                    | – Teres                 |
| Petra Prenninge               | – Paula                 |
| Mikael Riesebeck              | – Finn                  |
| Lars Väringer                 | – Urberg, Ellas lärare  |
| Johannes Schildt              | – Josefines lillebror   |
| Anna Mathilde Schildt         | – Josefines lillasyster |
| Gerd Hegnell och Irma Erixson | – Josefines kollegor    |
| Evert Lindkvist               | – Ivar                  |
| Niklas Hjulström              | – CUE's sångröst        |
| Ebon Sorin                    | – Skolsköterskan        |

Santiago Cambón fotograferades för idolbilden av CUE och framträder som CUE i den musikvideo som spelades in för att marknadsföra serien.

## Utgivning
Serien utkom på DVD och VHS 1998. Den finns även publicerad tills vidare i SVT:s Öppet arkiv.
Serien låg till grund för en roman av Christina Herrström med samma titel.

## Mottagande
TV-kritikern Linus Fremin sade 2022 att när Odin berättar för skolsystern att han blivit sexuellt utnyttjad, och blir avfärdad med motiveringen att det inte är möjligt, så var det en otroligt stark och viktig scen i TV-historien. Fremin sade att serieskaparen Christina Herrström i de tre första avsnitten hade byggt upp en väldigt speciell värld, men att luften gick ur den världen och sjönk ihop som en sufflé i de tre avslutande avsnitten. Han gav serien betyget 3 av 5.
TV-kritikern Nina Asarnoj sade att slutet var smärtsamt att se men gav serien betyget 5 av 5.